# Claudio Felici
Claudio Felici (* 10. März 1960 in San Marino) ist ein Politiker aus San Marino. Er war von 2012 bis 2014 Finanzminister des Landes.
Felici  graduierte 1986 an der Universität Bologna in Maschinenbau und arbeitete anschließend 10 Jahre als Konstrukteur. 1993 wurde er Vorsitzender des Partito Democratico, 1996 Sekretär des Partito Progressista Democratico und 2001 Sekretär des Partito dei Democratici.
1988 wurde er zum ersten Mal in das san-marinesische Parlament, den Consiglio Grande e Generale, gewählt, dem er seither ohne Unterbrechung angehört. Er war von 1998 bis 2000 und erneut von 2001 bis 2002 Mitglied der Parlamentarischen Versammlung des Europarates.
Von Juni bis Dezember 2002 und von 2003 bis 2006 war er Industrieminister. 2008 wurde er Mitglied im Gesundheitsausschuss, von Dezember 2012 an leitete er das Finanzministerium im Kabinett Bene Comune. Felici erklärte am 15. Oktober 2014 seinen Rücktritt als Finanzminister. Sein Nachfolger Gian Carlo Capicchioni wurde am 22. Oktober 2014 vereidigt.

## Ehrungen
Claudio Felici wurde 2014 mit dem Großkreuz des Verdienstordens der Italienischen Republik ausgezeichnet.